# Ibai Gómez
 (août 2025).
Ibai Gómez Pérez, né le 11 novembre 1989 à Bilbao, est un footballeur espagnol devenu entraîneur. Il joue au poste d'ailier droit reconverti entraîneur.

## Biographie
Le 4 décembre 2017, Gómez réalise le premier triplé de sa carrière en Liga contre Gérone FC.
Le 10 janvier 2019, Ibai Gómez quitte le Deportivo Alavés (alors 4e du Championnat d'Espagne de football) pour revenir aider son club formateur, l'Athletic Bilbao, en difficulté en Championnat : il s'engage pour deux ans et demi avec les Lions, qu'il avait quitté avec fracas à l'été 2016.
Le 10 mars 2022, libre de tout contrat de puis l'été 2021, il rejoint l'Iran et le Foolad Ahvaz.

## Palmarès
- Athletic Bilbao
  - Finaliste de la Ligue Europa en 2012
  - Finaliste de la Coupe d'Espagne en 2012
  - Vainqueur de la Supercoupe d'Espagne en 2021

- Deportivo Alavés
  - Finaliste de la Coupe d'Espagne en 2017

## Statistiques
| Saison                | Club                  | Championnat           | Championnat | Championnat | Championnat | Coupe(s) nationale(s) | Coupe(s) nationale(s) | Coupe(s) nationale(s) | Compétition(s) continentale(s) | Compétition(s) continentale(s) | Compétition(s) continentale(s) | Compétition(s) continentale(s) | Total | Total | Total |
| Saison                | Club                  | Division              | M.          | B.          | P.d.        | M.                    | B.                    | P.d.                  | Comp.                          | M.                             | B.                             | P.d.                           | M.    | B.    | P.d.  |
| 2010-2011             | Athletic Bilbao       | Liga                  | 3           | 0           | 0           | -                     | -                     | -                     | -                              | -                              | -                              | -                              | 3     | 0     | 0     |
| 2011-2012             | Athletic Bilbao       | Liga                  | 19          | 0           | 2           | 3                     | 0                     | 0                     | C3                             | 7                              | 2                              | 2                              | 29    | 2     | 4     |
| 2012-2013             | Athletic Bilbao       | Liga                  | 35          | 4           | 9           | 2                     | 0                     | 1                     | C3                             | 9                              | 1                              | 1                              | 46    | 5     | 11    |
| 2013-2014             | Athletic Bilbao       | Liga                  | 18          | 8           | 2           | 6                     | 0                     | 0                     | -                              | -                              | -                              | -                              | 24    | 8     | 2     |
| 2014-2015             | Athletic Bilbao       | Liga                  | 21          | 1           | 2           | 7                     | 0                     | 1                     | C1                             | 6                              | 1                              | 0                              | 34    | 2     | 3     |
| 2015-2016             | Athletic Bilbao       | Liga                  | 5           | 0           | 0           | -                     | -                     | -                     | C3                             | 4                              | 0                              | 1                              | 9     | 0     | 1     |
| Sous-total            | Sous-total            | Sous-total            | 101         | 13          | 14          | 18                    | 0                     | 2                     | -                              | 26                             | 4                              | 4                              | 145   | 17    | 20    |
| 2016-2017             | Deportivo Alavés      | Liga                  | 29          | 5           | 2           | 6                     | 2                     | 0                     | -                              | -                              | -                              | -                              | 35    | 7     | 2     |
| 2017-2018             | Deportivo Alavés      | Liga                  | 34          | 7           | 6           | 4                     | 0                     | 0                     | -                              | -                              | -                              | -                              | 38    | 7     | 6     |
| 2018-2019             | Deportivo Alavés      | Liga                  | 18          | 3           | 2           | 1                     | 0                     | 0                     | -                              | -                              | -                              | -                              | 19    | 3     | 2     |
| Sous-total            | Sous-total            | Sous-total            | 81          | 15          | 10          | 11                    | 2                     | 0                     | -                              | -                              | -                              | -                              | 92    | 17    | 10    |
| 2019                  | Athletic Bilbao       | Liga                  | 14          | 0           | 2           | 1                     | 0                     | 0                     | -                              | -                              | -                              | -                              | 15    | 0     | 2     |
| 2019-2020             | Athletic Bilbao       | Liga                  | 17          | 0           | 0           | 3                     | 1                     | 1                     | -                              | -                              | -                              | -                              | 20    | 1     | 1     |
| 2020-2021             | Athletic Bilbao       | Liga                  | 13          | 0           | 1           | -                     | -                     | -                     | -                              | -                              | -                              | -                              | 13    | 0     | 1     |
| Sous-total            | Sous-total            | Sous-total            | 44          | 0           | 3           | 4                     | 1                     | 1                     | -                              | -                              | -                              | -                              | 48    | 1     | 4     |
| 2022                  | Foolad Ahvaz          | Pro League            | -           | -           | -           | -                     | -                     | -                     | -                              | -                              | -                              | -                              | 0     | 0     | 0     |
| Total sur la carrière | Total sur la carrière | Total sur la carrière | 226         | 28          | 27          | 33                    | 3                     | 3                     | -                              | 26                             | 4                              | 4                              | 285   | 35    | 34    |